# Рикардо Фонсека Мота
Рикардо Фонсека Мота (на португалски: Ricardo Fonseca Mota) е португалски клиничен психолог, драматург, поет и писател на произведения в жанра драма и лирика. Пише поезия под псевдонима Рикардо Агнес (Ricardo Agnes). 

## Биография и творчество
Рикардо Фонсека Мота е роден през 1987 г. в Синтра, Португалия. Израства в Табуа. Завършва психология в университета в Коимбра. След дипломирането си работи като клиничен психолог и културен промотор.
През 2008 г. е издадена стихосбирката му „In Descontinuidades“ (В прекъсванията) под псевдонима Рикардо Агнес, както и стихове в списанията „Oficina de Poesia“ (2009), „Via Latina“ (2009 и 2011), „Rua Larga“ (2009).
Първият му роман „Фредо“ е издаден през 2016 г. В историята се докосват два свята: на младия провинциалист Адолфо Мария, който отива в Лисабон, искайки да бъде различен, и на Фредо, който има четири семейства и умира сам. Романът печели литературната награда на „Агустина Беса-Луиш“. Книгата представя Португалия на 17-то издание на Международния панаир на книгата в Будапеща.
През 2019 г. е поставена пиесата му „Germana, a begónia“, а през 2020 г. е издаден лиричният му роман „As aves não têm céu“ (Птиците нямат небе), който дава глас на сенките, които се крият в най-тъмните кътчета на човешката душа. Романът получава наградата „Чиранда“ и е препоръчан от Националния план за четене.

## Произведения

### Самостоятелни романи
- Fredo (2016)
Фредо, изд. „Матком“ (2018), прев. Илияна Чалъкова
- As aves não têm céu (2020) – награда „Чиранда“

### Пиеси
- Germana, a begónia (2019)

### Поезия
- In Descontinuidades (2008) – като Рикардо Агнес